# Батарейка AA

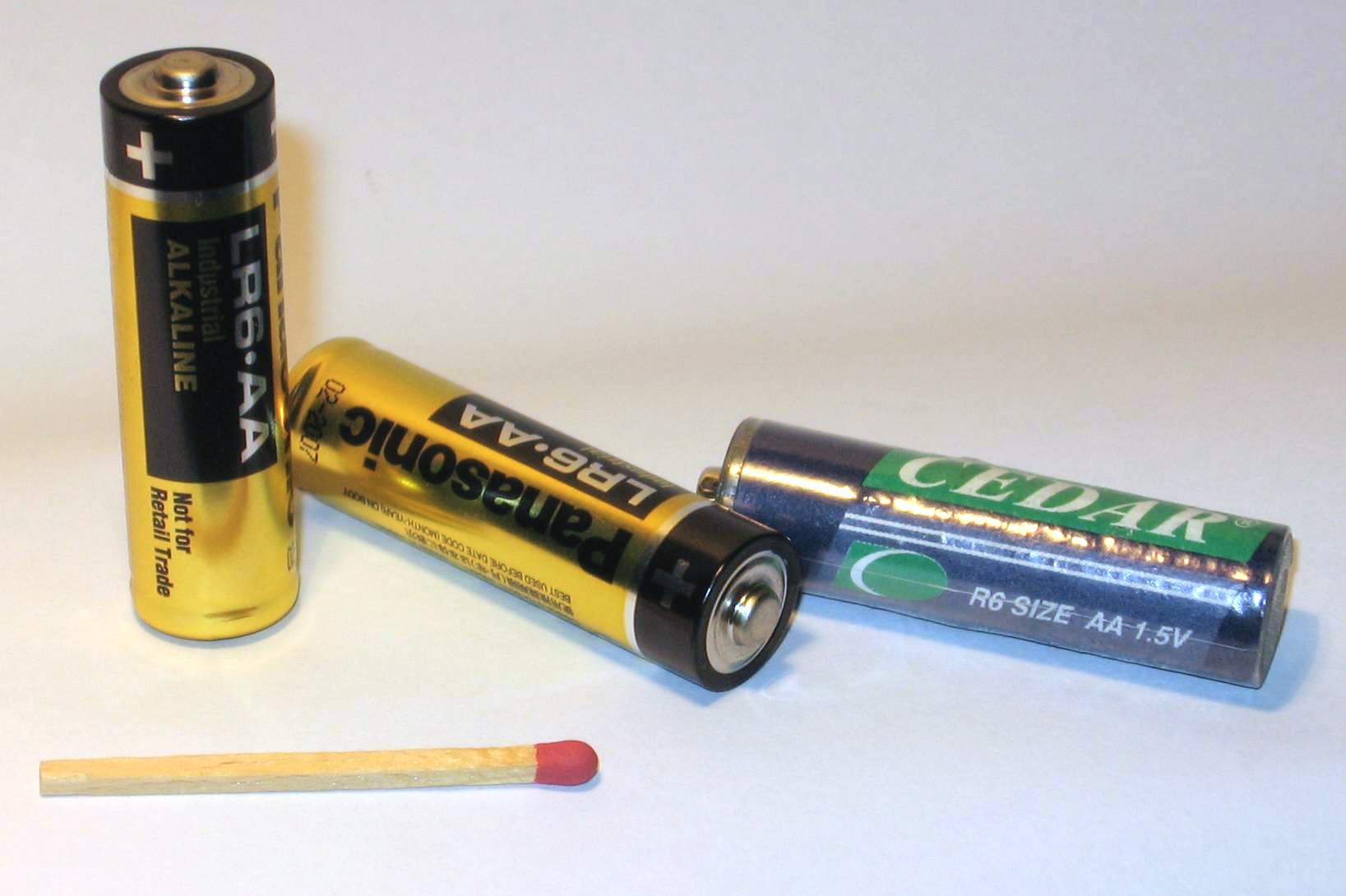
Елементи АА

AA (також: R6, LR6, 316, А316, Mignon, Stilo, «пальчикова батарейка») — типорозмір гальванічних елементів. Елементи виробляються з 1907 року, створена німецьким винахідником  Паулем Шмідтом,[відсутнє в джерелі] є найбільш поширеним типом гальванічних елементів живлення (батарейок і акумуляторів).
Номінальна електрична напруга — 1,5 В у гальванічних елементів, 1,2 В — у Ni-Cd і Ni-MH акумуляторів, 1,6 В у Ni-Zn акумуляторів. В більшості приладів допускається заміна елементів AA з різною напругою.
В СРСР елементи живлення АА мали позначення 316 (з сольовим електролітом, торгова марка «Уран М») і А316 (з лужним електролітом, торгова марка «Квант»).
Існують літій-іонні акумулятори схожого типорозміру (14500), з номінальною напругою 3,7В, ці елементи не можуть використовуватись в приладах, розрахованих на напругу 1,2-1,5В.

## Конструкція
Елемент AA являє собою циліндр діаметром 13,5–14,5 мм. Довжина елемента разом з контактним виступом позитивного полюса складає 49,5–50,5 мм. Циліндрична частина покрита ізольованою оболонкою. Контакти розташовані на протилежних основах циліндра. Позитивний контакт є виступом з діаметром 5,5 мм і висотою не менше 1 мм. Негативний контакт плаский або рельєфний, діаметром не менше 7 мм.
Вага може розрізнятися в широких межах. Так наприклад:
- Сольові:
  - Samsung Pleomax AA / R6 — 14 г
  - GP Greencell AA / R6 — 18 г
- Лужні:
  - Panasonic Essential Power AA / LR6 — 22 г
  - Duracell Turbo AA / LR6 — 24 г
- Ni-Mh:
  - Sanyo eneloop BK-3HCC — 30 г
  - GP AA 2700 mAh — 30 г

У ранніх примірниках батарей цинковий стакан (для сухих елементів) або сталевий нікельований (для лужних) безпосередньо слугував одним з електродів. Однак така конструкція елементів часто призводила до коротких замикань, також такі елементи були схильні до корозії. Сучасні гальванічні елементи мають ізольований металевий або пластмасовий корпус, що захищає елемент від коротких замикань і від корозії.